# Kazimierz Marcinkiewicz
Kazimierz Marcinkiewicz (Gorzów Wielkopolski, 20 de dezembro de 1959) é um político polonês que foi primeiro-ministro da Polônia entre 31 de outubro de 2005, substituindo Marek Belka, e 14 de julho de 2006, quando foi substituído por Jarosław Kaczyński.